# Almudena Cid
Almudena Cid Tostado (Vitoria, 15 giugno 1980) è un'ex ginnasta spagnola di origine basca. È stata finalista in 4 edizioni dei Giochi Olimpici (Atlanta 1996, Sydney 2000, Atene 2004 e Pechino 2008), stabilendo un record tuttora insuperato nella ginnastica ritmica.

## Biografia
Inizia a praticare ginnastica ritmica all'età di 6 anni. Inizialmente la madre voleva che facesse danza, ma poi decise di iscriverla ad un corso di ginnastica ritmica. 
Nel novembre 1994 entra a far parte della Nazionale spagnola di ginnastica ritmica e due anni dopo, a soli 16 anni, partecipa alle Olimpiadi di Atlanta, dove centra semifinale e poi finale, classificandosi al nono posto. 
Nel 2000 ottiene l’ottavo posto ai Campionati Europei di Saragozza e partecipa alle Olimpiadi di Sydney, che chiude nuovamente al nono posto.
Ai Campionati Europei di Ginevra 2001 presenta per la prima volta il suo elemento con la palla poi riconosciuto dalla FIG, il “Cid Tostado“, in cui esegue un rotolamento da un piede all’altro in una posizione spaccata iperestesa. 
Nel 2003, in occasione dei Campionati Europei di Riesa, le viene assegnato il premio LONGINES per l'eleganza. Nel 2004 partecipa alle Olimpiadi di Atene, dove conquista nuovamente la finale e si classifica all'ottavo posto.
Nel 2005 vince i Giochi del Mediterraneo. Nel 2007, ai campionato mondiali di Patrasso, conquista l'undicesimo posto. Ai giochi olimpici di Pechino 2008 si classifica ottava, diventando la prima e unica ginnasta a disputare quattro finali olimpiche consecutive.
È stata sette volte campionessa spagnola assoluta. 

## Vita privata
Vive a Madrid. Parla lo spagnolo, il basco e l'inglese.
Ha un contratto con la Nike e, in passato, ha posato per una marca di intimo chiamata Love Store. Quindi ha intrapreso la carriera di attrice ed è entrata nel cast della soap televisiva Il segreto nel 2019.